# Święto Róży

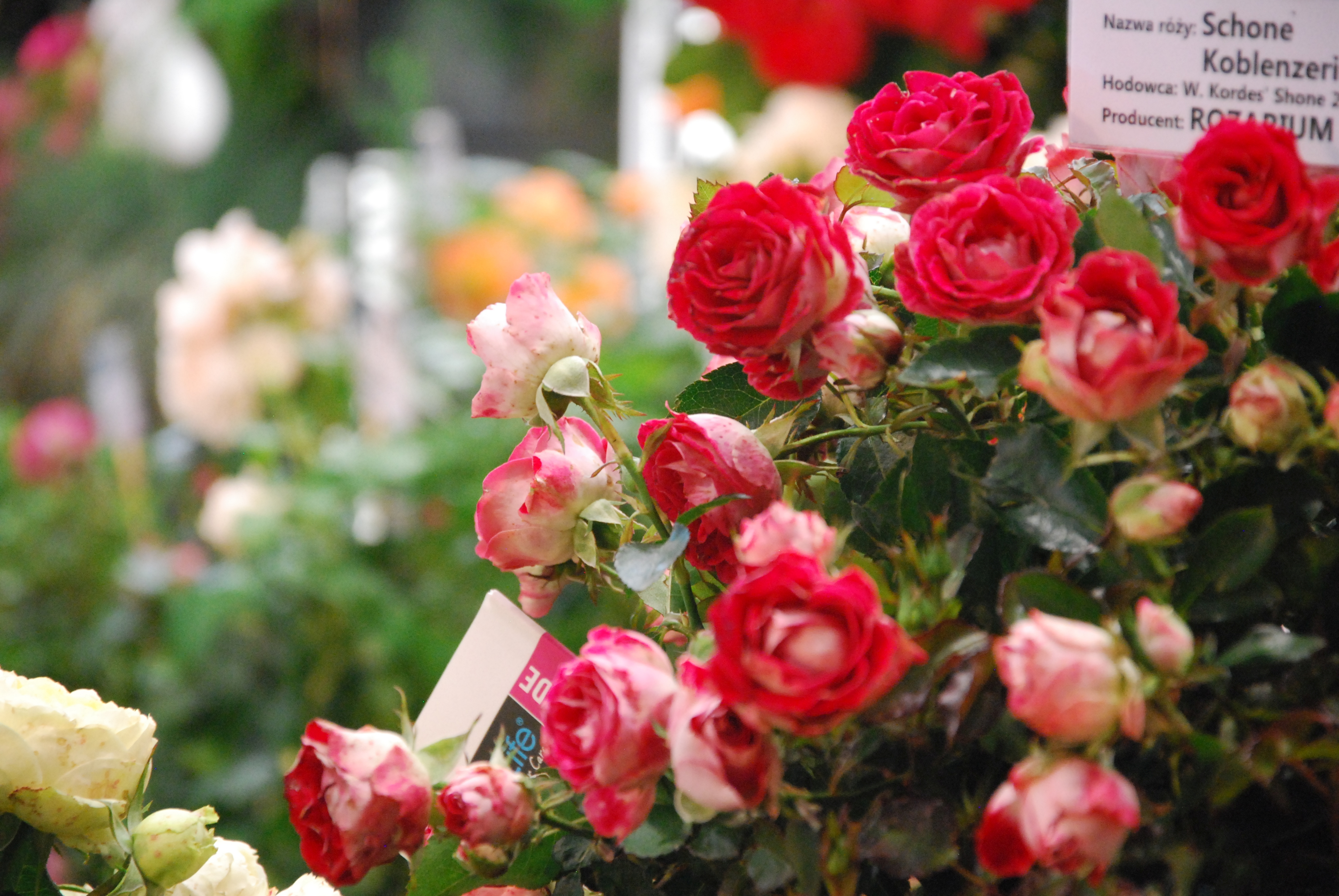

Święto Róży – wystawa róż i aranżacji florystycznych organizowana corocznie przez Kutnowski Dom Kultury w Kutnie. Odbywa się tradycyjnie w pierwszy, rzadziej drugi, weekend września. Pierwsza wystawa odbyła się w 1974 roku, w roku 2017 odbyła się 43. edycja imprezy. Wystawie towarzyszą: Jarmark Różany, koncerty na dwóch scenach, lunapark oraz Przystanek Dziecko.
Róże ogrodowe pochodzą od producentów z całej Polski, natomiast aranżacje florystyczne przygotowywane są przez florystów z całej Polski oraz mistrzów florystyki z zagranicy, np. Rosji, Litwy, Łotwy.

## Historia święta

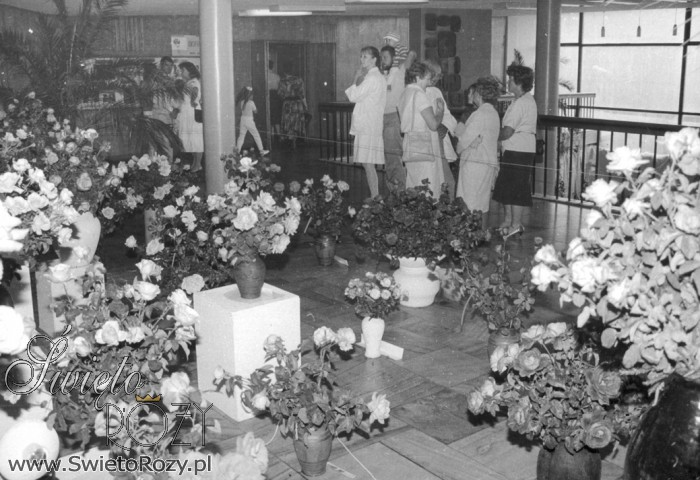
Początki Święta Róży

3 października 1965 roku z inicjatywy Leszka Wituszyńskiego w Świetlicy Międzyspółdzielnianej odbyła się pierwsza Wystawa Róż. Organizatorem i jednocześnie kierowniczką świetlicy była Franciszka Gondek. 
W dniach 20-21 września 1975 roku odbył się pierwszy Kutnowski Jarmark Różany zorganizowany przez Kutnowski Dom Kultury w organizatorami imprezy byli Kazimierz Jóźwiak oraz Bolesław Wituszyński. Podczas imprezy prezentowano wystawy róż pochodzących z plantacji kutnowskich hodowców oraz rękodzieła przygotowane przez kutnowskich artystów, którym towarzyszyły występy folklorystycznych, instrumentalnych grup muzycznych czy solistów. Kutnowski Jarmark Różany był początkowo imprezą odbywającą się bez udziału sponsorów, floryści prezentowali oraz zespoły występowały bez pobierania honorariów. W roku 1990 zmieniono nazwę oraz wzbogacono formułę imprezy poprzez prezentację aranżacji artystycznych.
Pierwszy raz nazwa Święto Róży została użyta w 1990 roku w dniach 8-9 września i nadal jest w użyciu.

## Święto Róży obecnie

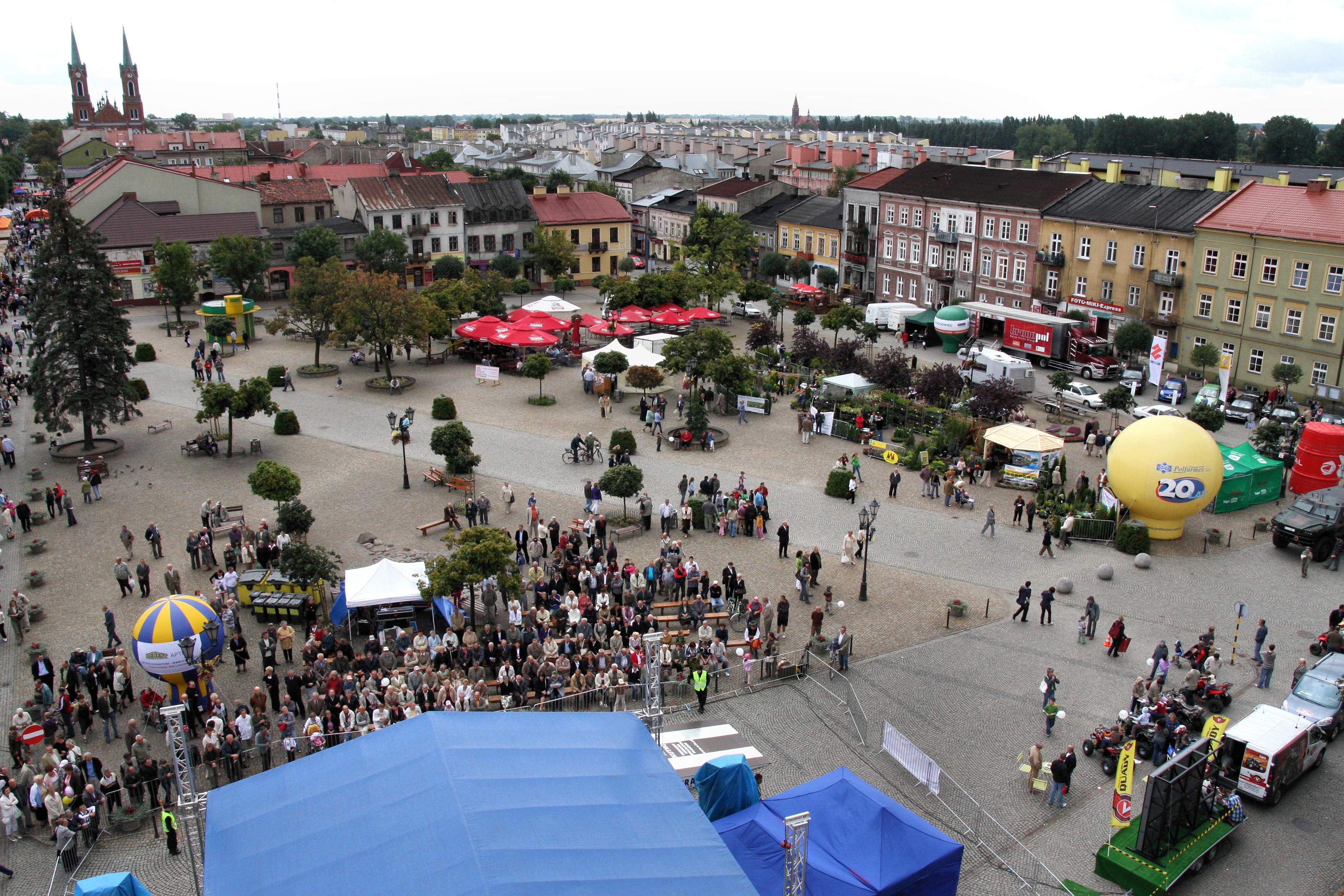
Plac J. Piłsudskiego w Kutnie podczas Święta Róży w 2009 roku

Największe wydarzenie artystyczno-rozrywkowo-kulturalne w Kutnie od 20 lat jest organizowane pod zmienioną nazwą, a także progresywnie rozwijającą się formą. Święto Róży jest w dużej mierze wielką wystawą kompozycji różanych oraz okolicznościowych imprez związanych z tematem róż. Wydarzenie cieszy się dużą popularnością zarówno wśród mieszkańców Kutna jak i przyjezdnych miłośników estetyki różanej, muzyki, czy spędzania wolnego czasu.

### Wystawy róż i aranżacji artystycznych

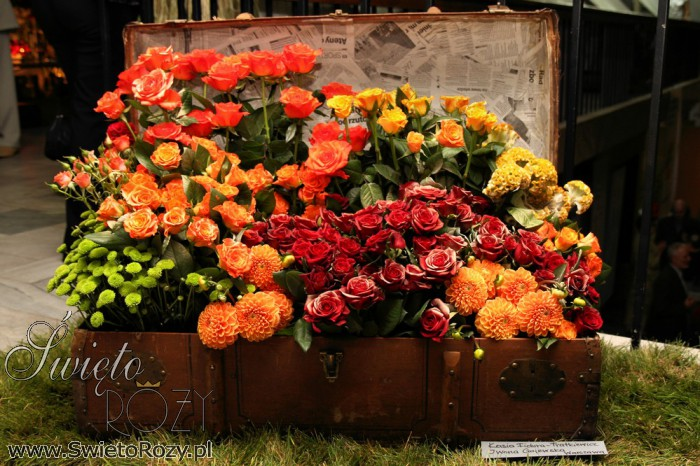
Aranżacja florystyczna podczas 35 Otwarcia Święta Róży w 2009 roku

Kutno od ponad 40 lat kojarzone jest z wystawami róż dostarczanych przez producentów i przygotowywanymi przez florystów z regionu kutnowskiego, całej Polski i zagranicy. Forma aranżacyjna zmieniała się od początku istnienia imprezy. Pierwotnie były to wystawy prostych bukietów odmian róż, ale z czasem wystawy ewoluowały poprzez bardziej plastyczne projekty aranżacyjne, by w końcu przyjąć obecną otwartą formę rozbudowanych instalacji artystycznych. Corocznie wystawy są prezentowane w dowolnej formie interpretacyjnej pod wcześniej ustalonym hasłem przewodnim. 
Wystawy tworzone są m.in. przez tak wybitnych artystów zajmujących się florystyką, jak Druvis i Inge Ciritis z Łotwy, Agnieszkę Bogusz z Krakowa czy Marka Melerskiego. Wystawy kwiatów uzupełniają rękodzieła artystów ludowych lub interpretujących sztukę współczesną z motywem kwiatów (czy też samej róży) w tle.
Tematy wybranych odsłon festiwalu: 
- „33 Sztuki Róż” (2007),
- „Ogród Poezji” (2008)
- „Skarby Królowej” (2009)
- „W ogródku Pana Szekspira” (2016)
- „Róża w Krainie Czarów” (2017)

### Rajd Róży

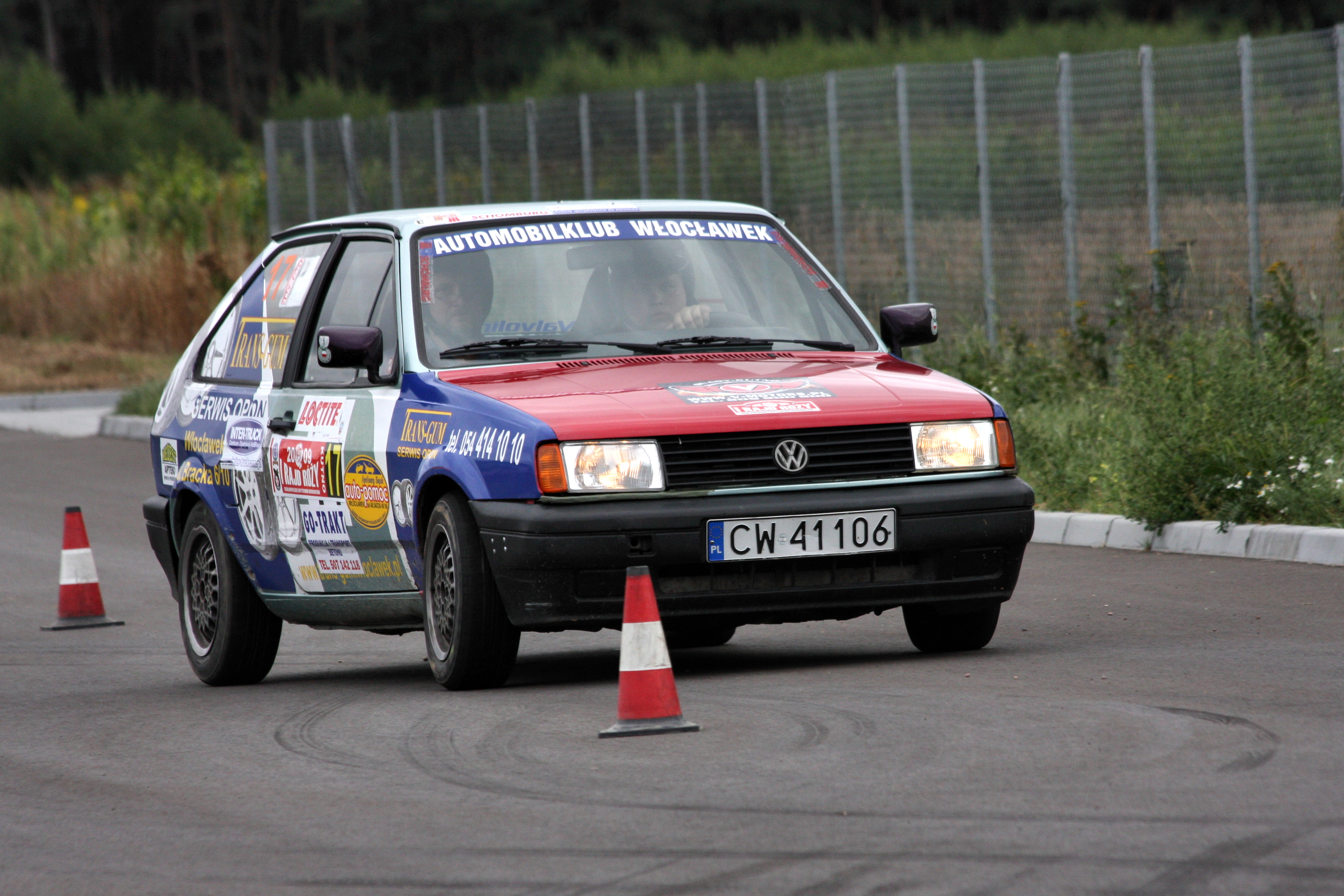
Rajd Róży w Kutnie

Zainicjowany po raz pierwszy w 2009 roku samochodowy Rajd Róży liczył sobie 60 kilometrów. Trasa zaczynała się na ul. Jana Pawła II w centrum i przebiegała poprzez kutnowską strefę przemysłową. W rajdzie ograniczonym do 50 załóg udział może brać każdy kierowca samochodu osobowego, wymagany jest jedynie pojazd z ważnym przeglądem technicznym oraz ubezpieczeniem OC+NNW.

### Koncerty
Ważną i nierozerwalną częścią Święta Róży są koncerty grup grających muzykę ludową oraz popularną. Na festiwalu gościły jak do tej pory takie gwiazdy polskiej jak i zagranicznej sceny muzycznej, jak: Dżem, Myslovitz, Bajm, Afromental, Wilki, Kult czy Budka Suflera. 

## Kalendarium

### XXXIII Święto Róży (2007)

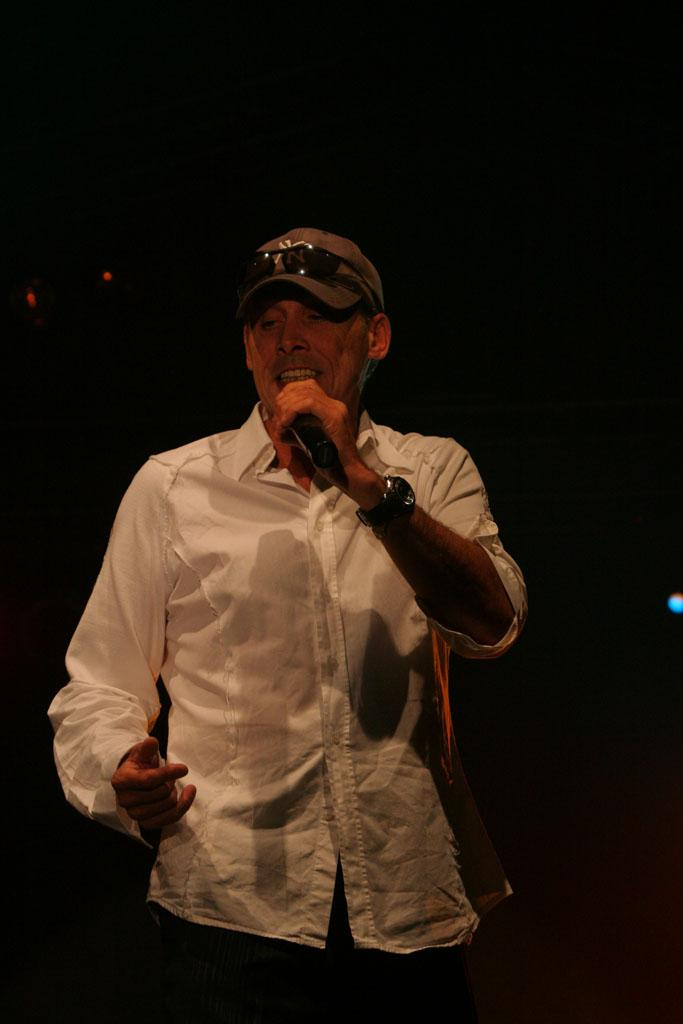
John McInerney wokalista grupy Bad Boys Blue podczas Święta Róży w 2007 roku

Miało miejsce w dniach od 7 do 9 września 2007 r., głównymi punktami festiwalu była tradycyjna już XXXIII Wystawa Kwiatów i Roślin Ozdobnych pt. „33 sztuki róż”, na której swoje kompozycje prezentowali m.in. Bogdan Ziętek, Marijus Gvildys do prac słynnych artystów takich jak Andy Warhol, Maurits Cornelis Escher czy Vincent van Gogh. Program festiwalu zakładał też koncerty na dużej scenie takich zespołów grających muzykę popularną jak Pidżama Porno, Dżem, czy Bad Boys Blue.

### XXXIV Święto Róży (2008)
Odbyło się w dniach od 12 do 14 września 2008 r., program festiwalu zakładał XXXIV Wystawę Róż i Aranżacji Florystycznych pn. „Ogród poezji”. Temat wystawy sprawił, że dolny hol Kutnowskiego Domu Kultury zapełniły różne interpretacje florystyczno-artystyczne utworu „W pracowni” autorstwa Zbigniewa Herberta. Wykonawcami instalacji byli m.in.: plastyk florysta Janina Kwapisz z Łodzi, florystki Iwona Gajewska i Kasia Fidura-Tratkiewicz z Warszawy czy plastyk Artur Śledzianowski z Poznania. Występy muzyczne to: Zespołu Pieśni i Tańca Ziemi Kutnowskiej oraz gwiazdy muzyki popularnej, zespół Wilki i Monika Brodka.

### XXXV Święto Róży (2009)

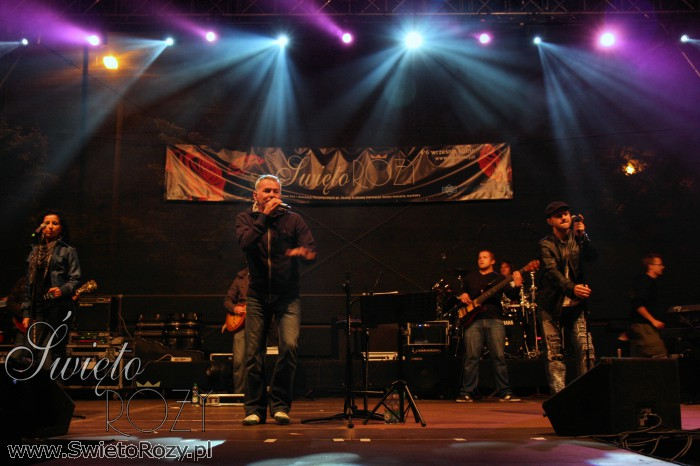
Występ Roberta Janowskiego na Święcie Róży w 2009 roku

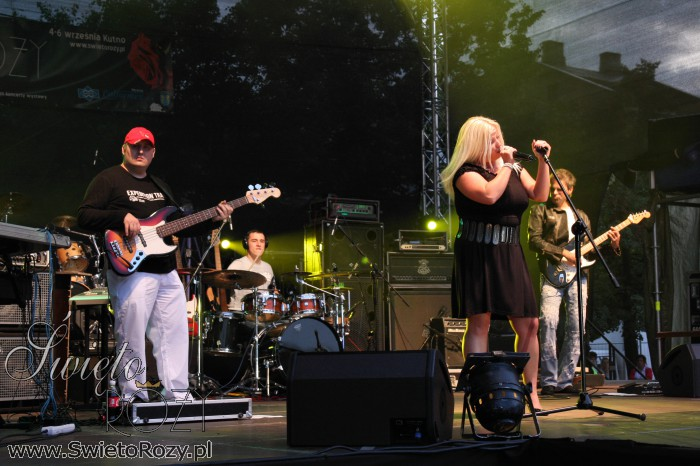
Ysia and Friends podczas Święta Róży w 2009 roku

Odbyło się w dniach od 4 do 6 września 2009 roku zakładając w programie imprezy XXXV Wystawa Róż i Aranżacji Florystycznych pt. „Skarby królowej”. Tematyka wystawy dawała duże pole do interpretacji dzięki czemu powstałe instalacje twórców takich jak Druvis i Inga Ciritis z Łotwy, Anna Nizińska, Katarzyna Fidura-Tratkiewicz, Iwona Gajewska, Marek Melerski były różnorodne pomysłowo. W programie festiwalu nie zabrakło również występów takich gwiazd muzycznych, jak Bajm, Majka Jeżowska, Afromental czy Robert Janowski. Jarmark odbył się na głównych ulicach miasta, Placu Piłsudskiego, ul. Królewskiej oraz tradycyjnie w Parku Traugutta i Kutnowskim Domu Kultury. W ramach festynu odbył się pierwszy Rajd Róży stanowiący rundę Rajdowych Samochodowych Mistrzostw Okręgu Bydgoskiego Kierowców Amatorów. Zorganizowany przez Agencję Rozwoju Rynku Kutnowskiego na zlecenie i przy współpracy Urzędu Miasta Kutna.

### XXXVI Święto Róży (2010)
Plan imprezy zakładał XXXVI Wystawę Róż i Aranżacji Florystycznych w Muzeum Regionalnym (Plac Marszałka Józefa Piłsudskiego), która została otwarta koncertem Doroty Miśkiewicz z zespołem zatytułowanym „Dziewczyna z Różą” (w restauracji „Magnolia”). Lunapark – największy park rozrywki jaki dotychczas gościł w Kutnie stanął na Placu Wolności. Jarmark Różany – festyn handlowy i gastronomiczny zlokalizowany był w centrum miasta na Placu Marszałka Józefa Piłsudskiego, ulicy Królewskiej, Placu Wolności i ulicy Ludwika Zamenhofa. Gwiazdami części muzycznej festiwalu były zespoły Kult oraz Budka Suflera.

### XXXVII Święto Róży (2011)
Odbyło się w dniach od 9 do 11 września 2011 r., program festiwalu zakładał XXXVII Wystawę Róż i Aranżacji Florystycznych pn. „Laboratorium florysty” poświęconej Marii Skłodowskiej-Curie. Wystawa odbyła się w salach oraz na dziedzińcu Muzeum Regionalnego w Kutnie i składała się z klasycznej części powstałej z róż przekazanych przez hodowców oraz z części artystycznej w której znajdowały się autorskie aranżacje na zadany temat czyli myśli polskiej chemiczki „jestem z tych, którzy uważają, iż nauka jest pięknem”. Występy muzyczne, to: L.Stadt, Strachy na Lachy, Brathanki, Cezary Żak, Katarzyna Żak, VOX, Andrzej Piaseczny oraz Zespół Pieśni i Tańca Ziemi Kutnowskiej i Zespół Pieśni i Tańca „Łódź”. Koncerty odbywały się na dwóch scenach zlokalizowanych na Placu Marszałka J.Piłsudskiego oraz nad Ochnią. Jarmark Różany - festyn gastronomiczny i handlowy odbył się na Placu Marszałka J.Piłsudskiego, Placu Wolności, Ulicy Królewskiej i L. Zamehofa. Lunapark - największy park rozrywki zlokalizowany był na Placu Wolności.